# Roger Brooke Taney
Pour les articles homonymes, voir Brooke et Taney.
Roger Brooke Taney, né dans le comté de Calvert (Maryland) le 17 mars 1777 et mort à Washington (district de Columbia) le 12 octobre 1864, est un homme politique et juge américain. Il est membre du cabinet présidentiel et juge en chef de la Cour suprême des États-Unis. En tant que Chief Justice, il a aidé à affirmer le rôle de la Cour suprême et à redéfinir plus clairement les limites des pouvoirs entre l'Union et les États des États-Unis.
Après avoir travaillé comme avocat, il est promu juge en chef de son État natal, le Maryland, en 1827. Quatre ans plus tard, il devient, dans le cabinet du président Andrew Jackson, procureur général des États-Unis puis, en 1833, secrétaire du Trésor et joue un rôle de premier plan dans la lutte contre la Second Bank of the United States.
En 1836, le président Andrew Jackson le nomme juge en chef des États-Unis (président de la Cour suprême des États-Unis), à la suite de la mort de John Marshall. Taney acquerra une notoriété pour son appui aux lois sur la reddition des esclaves fugitifs dans les États américains abolitionnistes. Dans le Dred Scott Decision il déclare que les Noirs sont « tellement inférieurs aux Blancs qu'ils ne possédaient nul droit qu'un Blanc serait tenu de respecter ; et que le nègre peut, en bonne justice et très légalement, être réduit en esclavage pour le bénéfice du Blanc. »

## Hommages
Ont été nommés d'après lui :
- le comté de Taney dans le Missouri,
- l'USCGC Taney (WHEC-37), un navire des garde-côtes lancé en 1935, aujourd'hui navire-musée à Philadelphie.